# Gai Licini Cras
|  | No s'ha de confondre amb Gai Licini Cras (tribú de la plebs 145 aC). |

Gai Licini Cras (en llatí: Gaius Licinius C. f. P. n. Crassus) va ser un magistrat romà del segle ii aC. Pertanyia a la branca dels Licini Cras de la gens Licínia, una família romana plebea, i era germà de Publi Licini Cras, cònsol el 171 aC.
Va ser pretor l'any 172 aC, i el 171 aC va ser llegat del seu germà a Grècia, on va dirigir l'ala dreta en la batalla de cavalleria contra Perseu de Macedònia en què els romans van ser derrotats. L'any 168 aC va ser cònsol, i al final del mandat va rebre la província de la Gàl·lia Cisalpina, però en lloc de prendre'n possessió se'n va anar a Macedònia.